# Oedopa capito
Oedopa capito är en tvåvingeart som beskrevs av Friedrich Hermann Loew 1868. Oedopa capito ingår i släktet Oedopa och familjen fläckflugor. Inga underarter finns listade i Catalogue of Life.